# Université des sciences et techniques de Masuku
L’université des sciences et techniques de Masuku (USTM) est un établissement public d'enseignement supérieur situé à Franceville dans la province du Haut-Ogooué, au Sud-Est du Gabon.

## Historique
L'université des sciences et techniques de Masuku, créée et organisée par la loi du 29 janvier 1986, comprenait initialement deux établissements pédagogiques transférés de Libreville à Franceville : la Faculté des sciences et l’École nationale supérieure d’ingénieurs de Libreville (ENSIL).

## Organisation
L'USTM est aujourd'hui composée de plusieurs établissements :
- Faculté des sciences (chimie, biologie, géologie, mathématiques-physique, physique-chimie.)
- École polytechnique de Masuku (EPM) (génie civil, électromécanique, réseau et télécommunication, informatique industrielle, maintenance industrielle.)
- Institut National Supérieur d’Agronomie et de Biotechnologies (INSAB) (Productions Animales, Productions Végétales, Agroéconomie, Génie industrielle et Alimentaire)

## Anciens étudiants notables
- Laurence Ndong (1971-), femme politique, universitaire et pasteure gabonaise